# Éder Richartz
Éder Richartz (Florianópolis, 7 ottobre 1981) è un ex calciatore brasiliano, di ruolo attaccante.

## Carriera
Ha giocato nella massima serie dei campionati portoghese e sudafricano.